# Ойлгейт

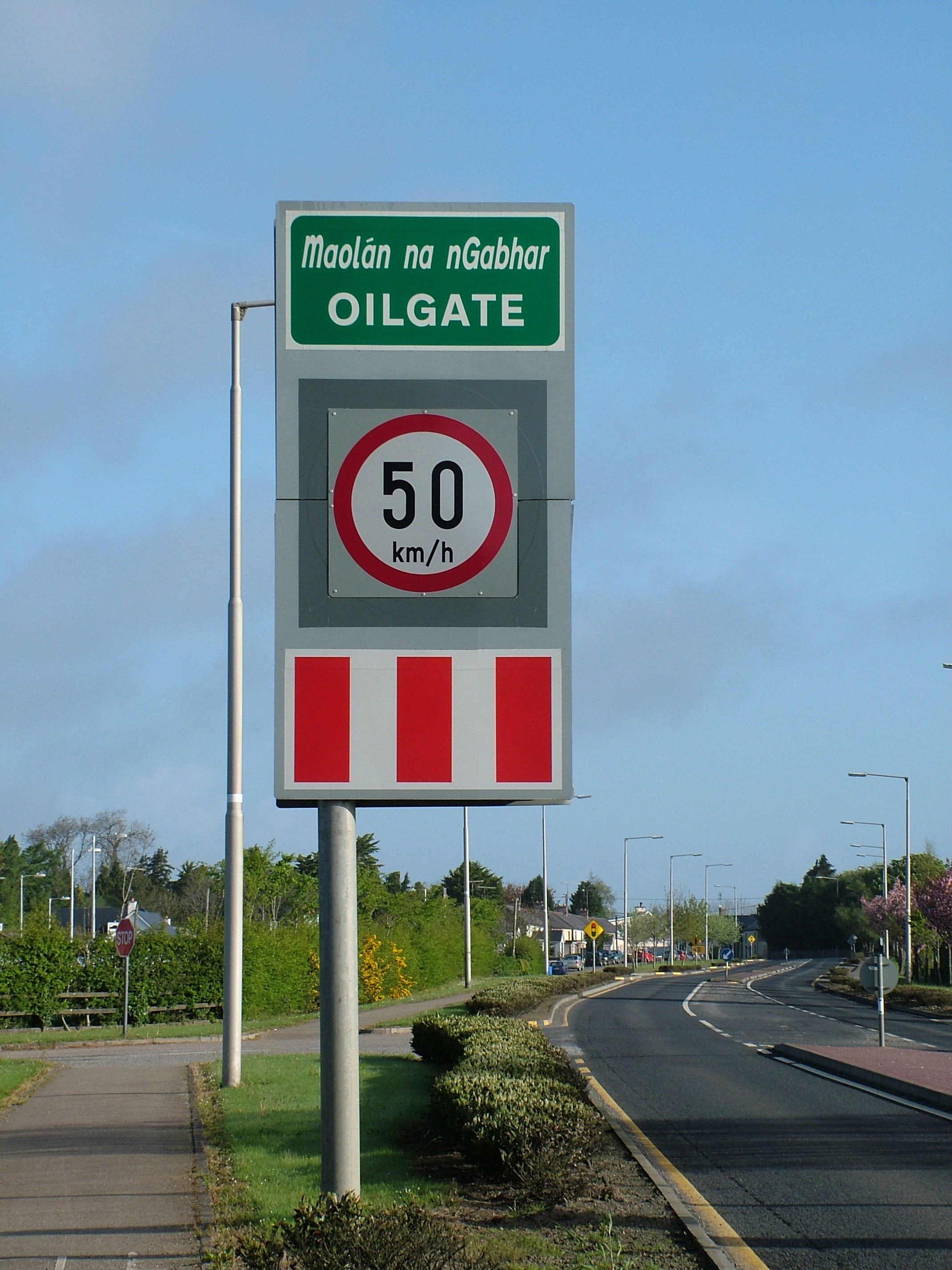

Ойлгейт (англ. Oylegate , также Oilgate; ирл. Maolán na nGabhar, «брешь в холме») — деревня в Ирландии, находится в графстве Уэксфорд (провинция Ленстер).

## Демография
Население — 324 человека (по переписи 2006 года). В 2002 году население составляло 265 человек.
Данные переписи 2006 года:
| Общие демографические показатели |               |                               |                               |      |      |
| Всё население                    | Всё население | Изменения населения 2002—2006 | Изменения населения 2002—2006 | 2006 | 2006 |
| 2002                             | 2006          | чел.                          | %                             | муж. | жен. |
| 265                              | 324           | 59                            | 22,3                          | 160  | 164  |